# Xanthopleura flavocincta
Xanthopleura flavocincta är en fjärilsart som beskrevs av Guérin-meneville 1843. Xanthopleura flavocincta ingår i släktet Xanthopleura och familjen björnspinnare. Inga underarter finns listade i Catalogue of Life.